# Scandic Hotels
Scandic Hotels er en hotelkæde, som især har hoteller i Norden. Kæden har desuden hoteller i Polen og Tyskland. Pr. juni 2024 driver kæden 20 hoteller i Danmark, hvoraf de 13 er beliggende i København.

## Historie
Det første Scandic Hotel var Esso Motor Hotel i Närke, Sverige, der åbnede i 1963. Tre år senere blev der åbnet endnu et hotel i Mölndal. I 1972 åbnede der hoteller i Danmark og Norge.
Ratos købte hotellerne i 1983 og omdøbte året efter kæden til Scandic Hotels, som fortsat anvendes. Koncernen opkøbte i 1996 Reso Hotels og blev noteret på Stockholmsbörsen.
Indtoget på det finske marked skete i 1999 med købet af Arctic Hotels. Samme år opkøbte Scandic også fire hoteller i Estland.
I år 2000 opkøbte Scandic Provobis Hotels og tilføjede derved 16 nye hoteller til kæden
Amerikanske Hilton købte i 2001 kæden og afnoterede selskabet på børsen. 
I 2007 blev kæden solgt videre til den svenske kapitalfond EQT Partners for 833 millioner €. Under EQT's ejerskab blev den norske hotelkæde Rica Hotels erhvervet, hvilket føjede 73 hoteller til kæden. Dermed blev Scandic Hotels Skandinaviens største hotelkæde.
I 2008 blev der åbnet Scandic hoteller i Tyskland og Polen.
I 2015 blev selskabet igen registreret på børsen i Stockholm.